# Chłopiec z koszem owoców
Chłopiec z koszem owoców – obraz włoskiego malarza barokowego Caravaggia; pierwotnie w kolekcji Giuseppe Cesari, obecnie w Galerii Borghese w Rzymie.

## Opis obrazu
Jest to jedno z najwcześniejszych dzieł artysty, powstałe ok. 1593 roku, na początku jego pobytu w Rzymie. Na płótnie przedstawiony został młody mężczyzna, trzymający przed sobą koszyk wypełniony owocami. Kompozycja oświetlona jest diagonalnie, z niewidocznego źródła – światło koncentruje się na prawej stronie postaci, która została wysunięta nieco do przodu. Obraz jest realistyczny, szczególnie wiernie oddano najdrobniejsze detale zawartości koszyka, stanowiącego samodzielną martwą naturę. Tło jest neutralne, szare, gwałtownie przechodzące do czerni. Asymetryczny cień na ścianie być może został rzucony przez malarza, który stał pomiędzy oknem a modelem.

## Interpretacje
Przedstawienie chłopca jest zmysłowe i wyzywające, odkryte ramię i szyja, odchylona do tyłu głowa i półotwarte usta zawierają wyraźne podteksty erotyczne. Obraz może być interpretowany jako alegoria młodości i natury, jednocześnie obecność dojrzałych owoców kojarzy się z zakazanym owocem z rajskiego drzewa życia.

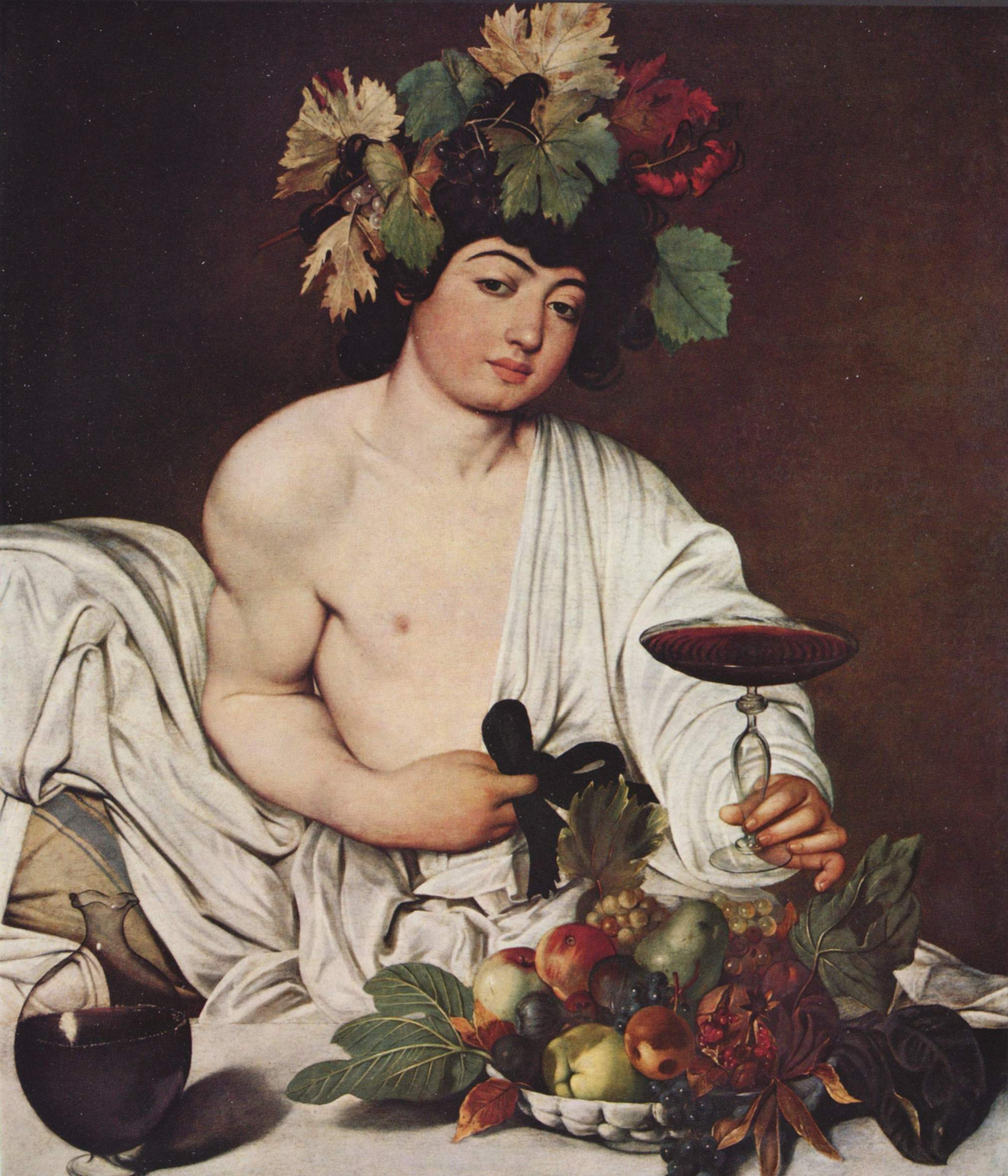
Bachus, 1593-1594

Obecność młodych i zniewieściałych mężczyzn na wczesnych obrazach artysty stała się źródłem podejrzeń, że Caravaggio był homoseksualistą. Jednak zachowane źródła nie potwierdzają jednoznacznie tej teorii, a podejrzenia zdają się wynikać z niezrozumienia użytej symboliki i celowej prowokacji. Powszechnie przyjmuje się, że do obrazu pozował szesnastoletni Mario Minniti, przyjaciel i współpracownik artysty, ale według części krytyków jest to autoportret. Świadczyć ma o tym podobieństwo do zachowanych podobizn malarza.
Obok tytułowego chłopca integralną częścią dzieła jest wypełniony owocami kosz. Soczyste i dojrzałe owoce ułożone zostały w przemyślany sposób: są tam cztery kiście winogron różniące się kolorami, jabłka, figi i brzoskwinie. Całość uzupełniają zwiędłe i przyschnięte liście. Analizujący obraz profesor Jules Janick był w stanie zidentyfikować wszystkie rośliny, a nawet grzyby powodujące brunatnienie liści. Świadczy to o kunszcie Caravaggia, który realistycznie oddał naturę.
Symbolika tej części obrazu jest jednoznaczna, dojrzałość i piękno sąsiadują z przejawami przemijania i nieuchronnie zbliżającej się śmierci.
W latach 90. XVI w. Caravaggio namalował kilka obrazów o podobnej tematyce, w których obecna jest postać tego samego chłopca i typowe martwe natury. Są to: Chłopiec obierający owoc, Chłopiec gryziony przez jaszczurkę, Chory Bachus, Bachus i Lutnista.